# Anastrepha ludens
Anastrepha ludens (mexikansk borrfluga) är en tvåvingeart som först beskrevs av Friedrich Hermann Loew 1873.  Anastrepha ludens ingår i släktet Anastrepha och familjen borrflugor. Inga underarter finns listade i Catalogue of Life. Denna art är en karantänsskadegörare som har potential att orsaka omfattande skadegörelse och alla misstänkta fynd av den ska därför rapporteras till Jordbruksverket.

## Bildgalleri

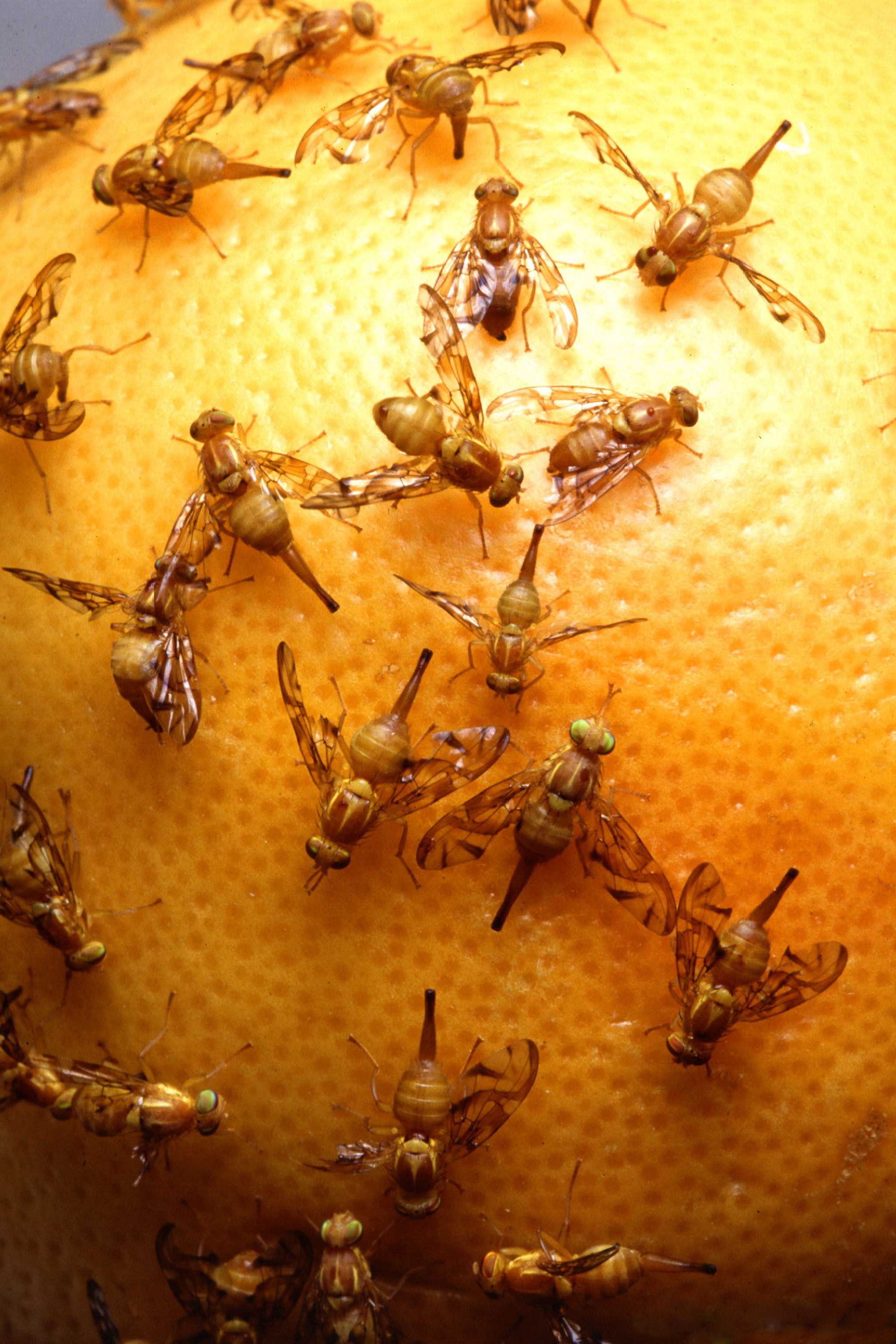
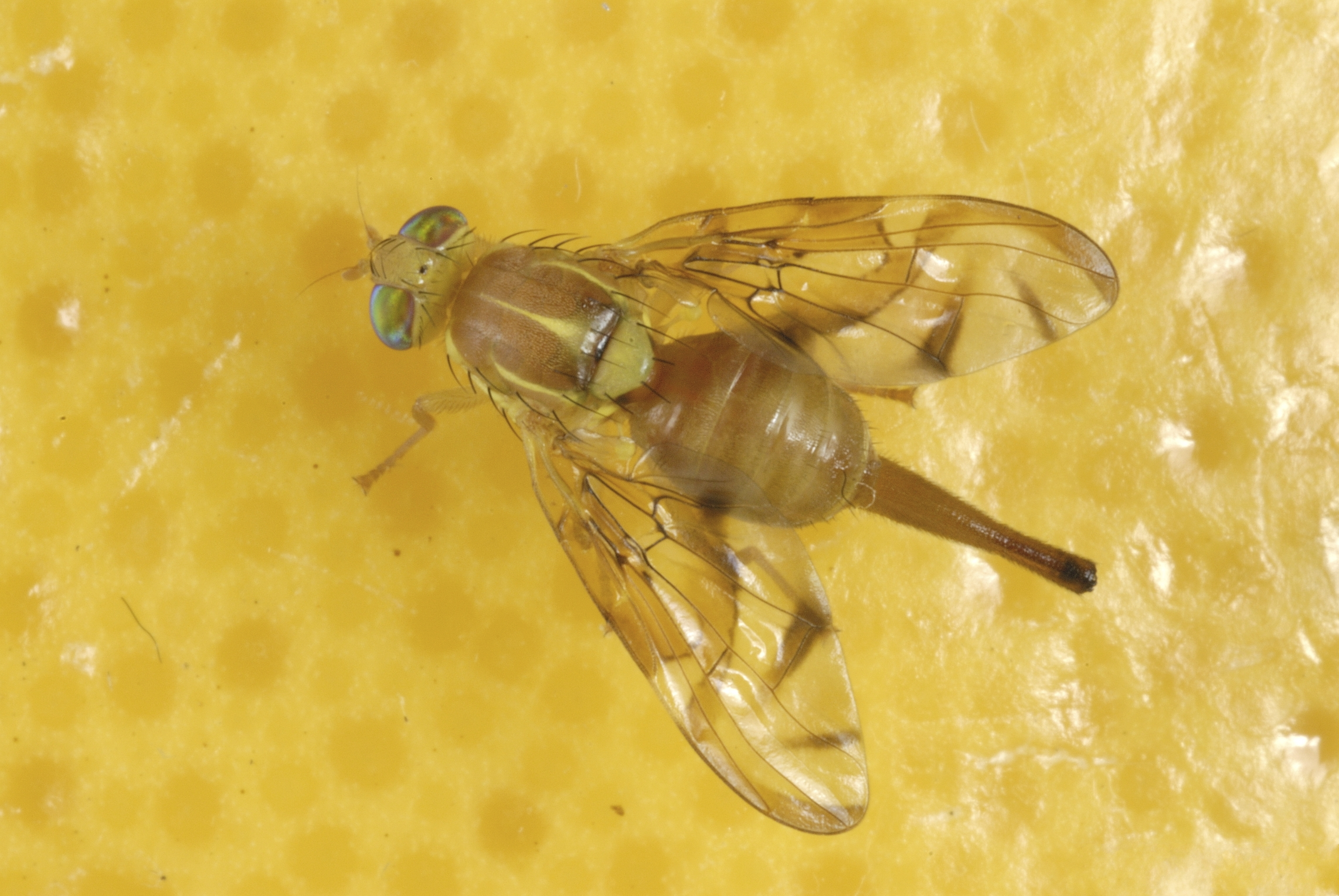
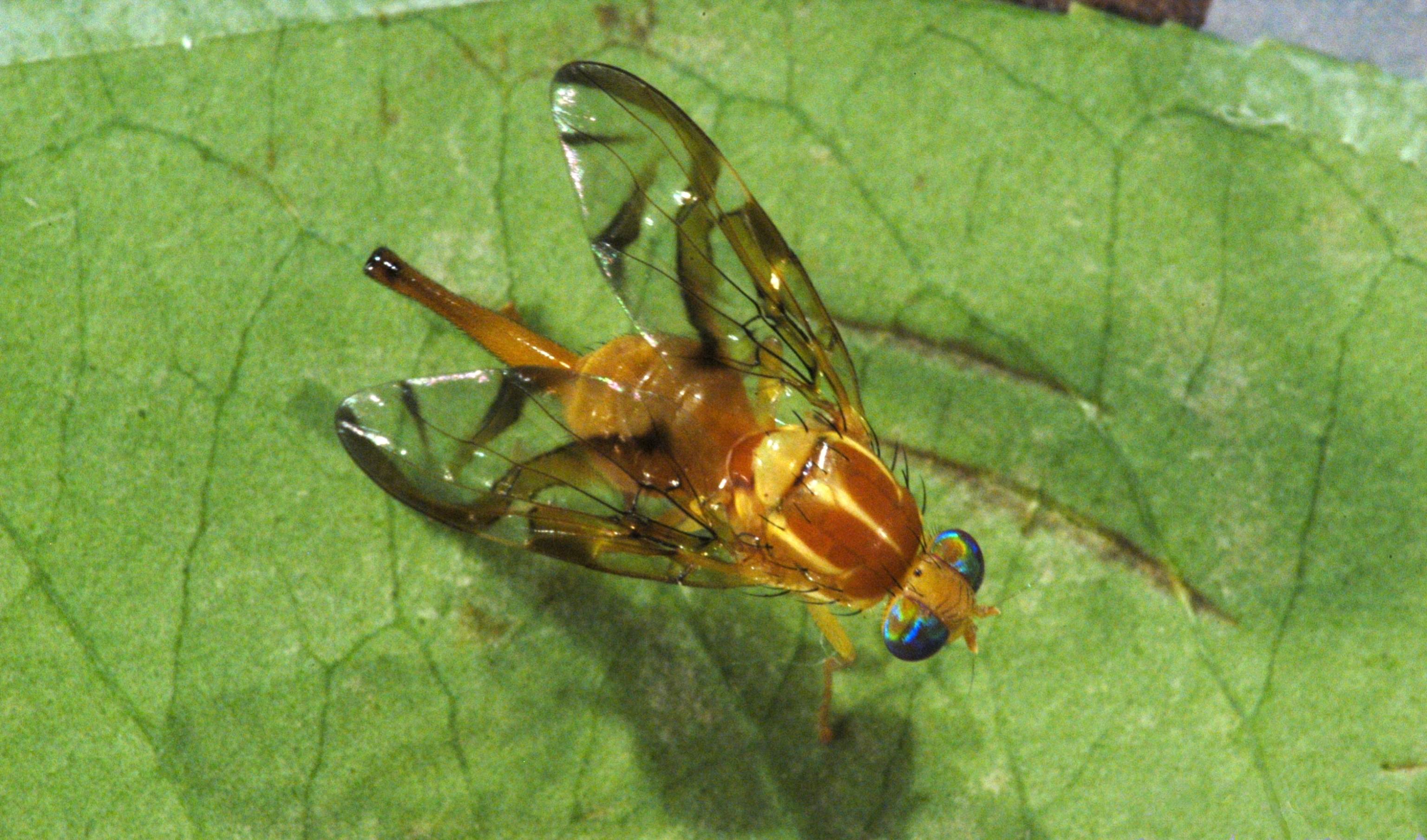
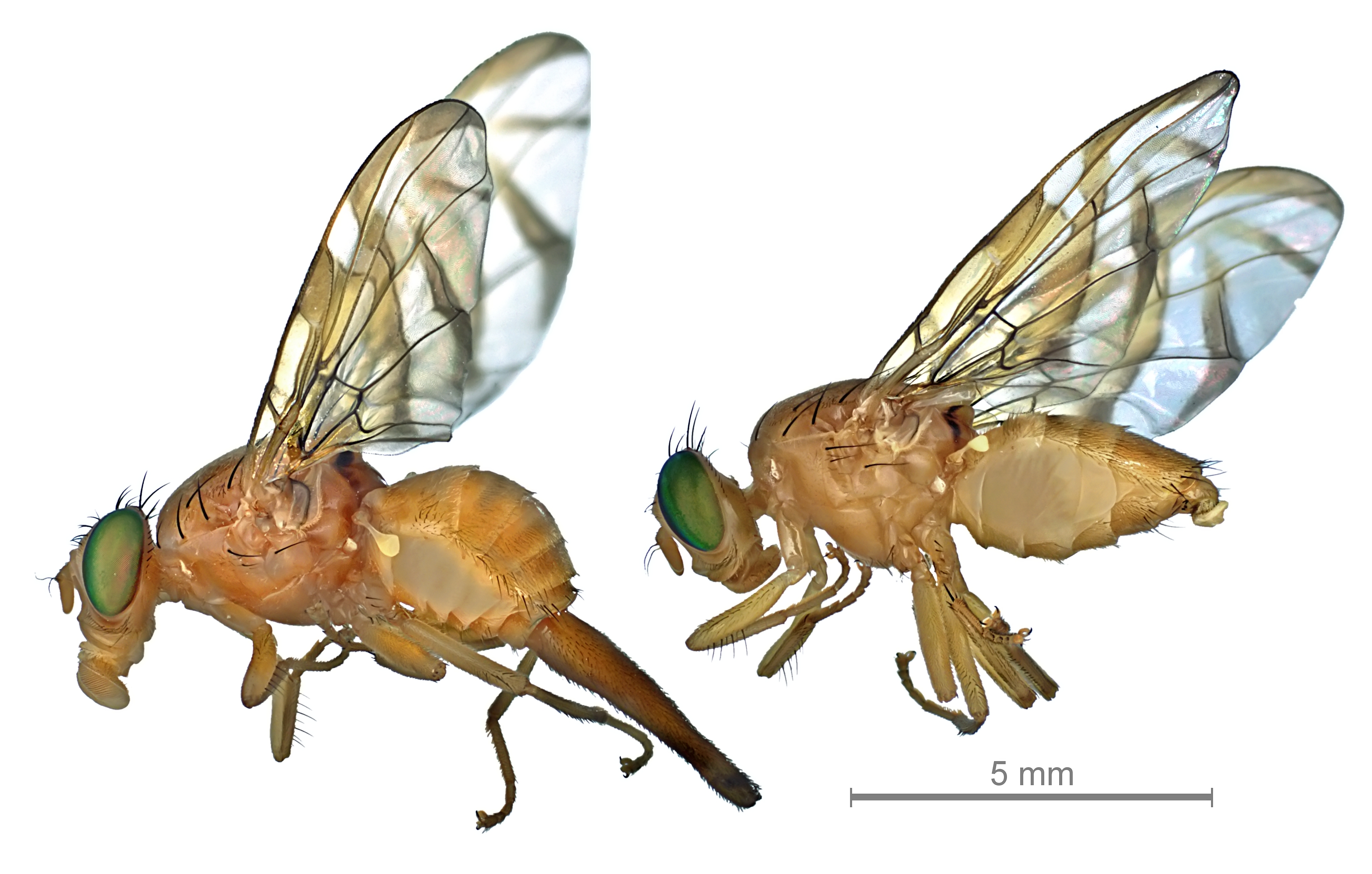
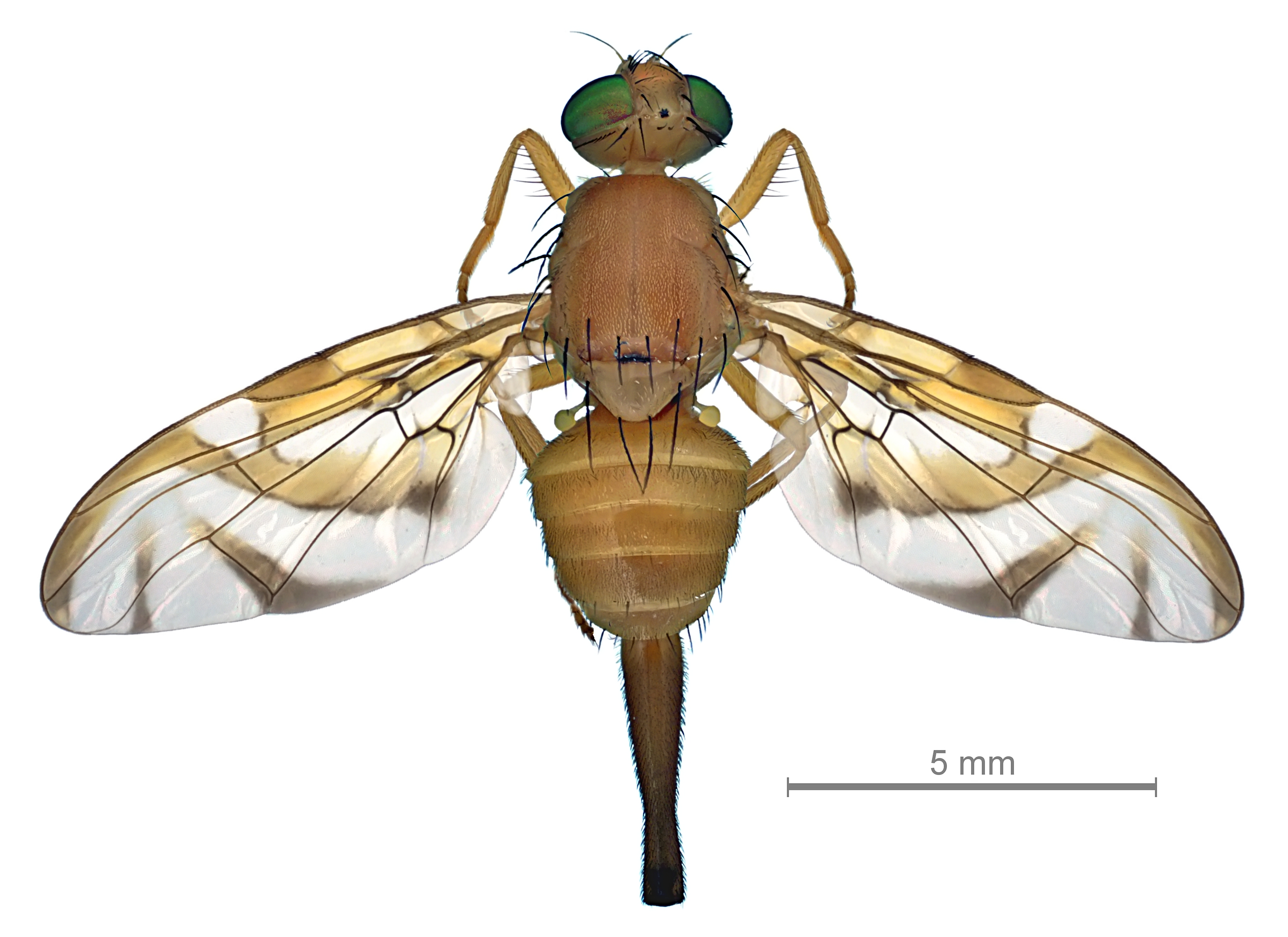
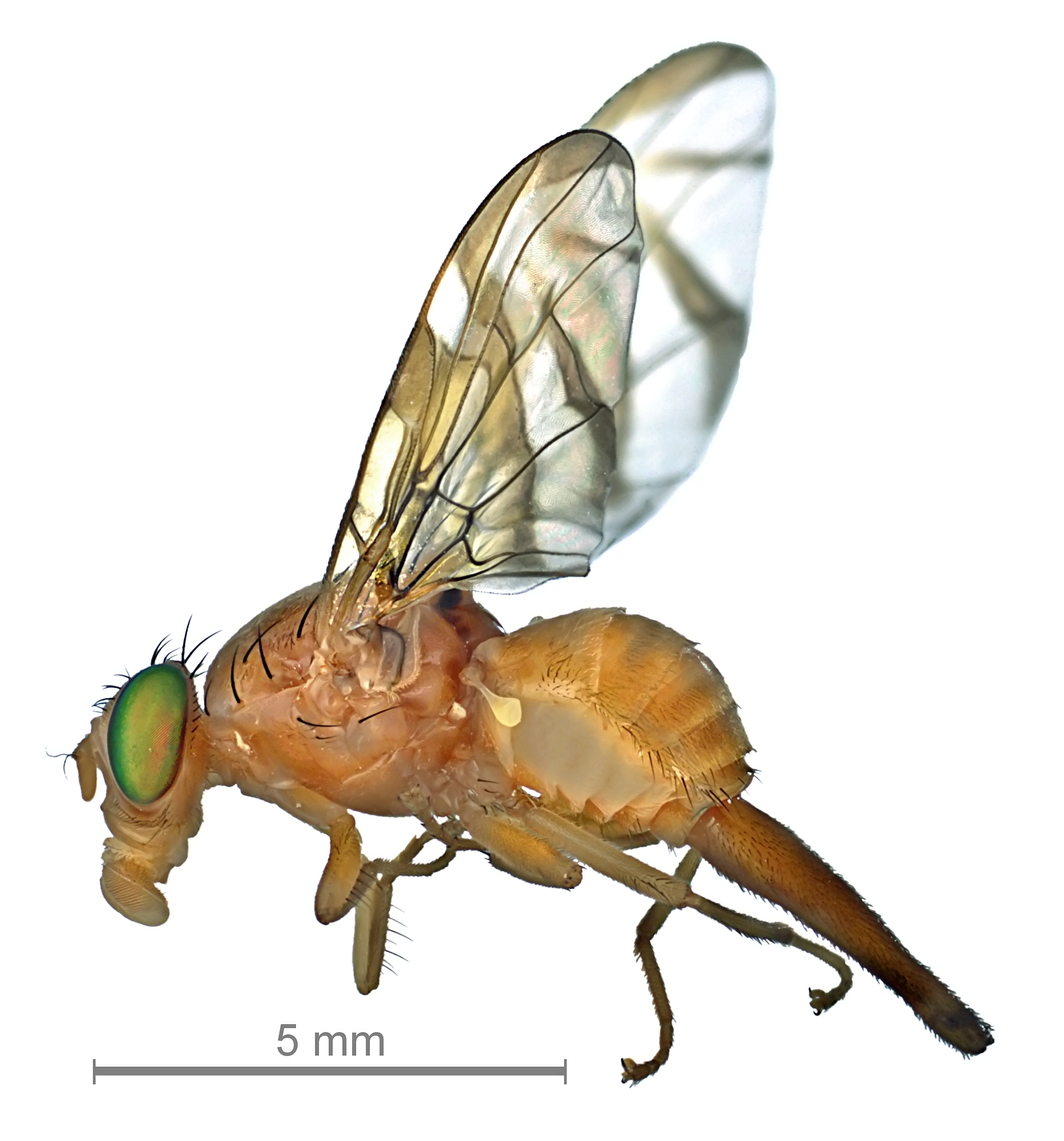